# جدار البطن
جدار البطن، في علم التشريح، هُو مُصطلحٌ يُمثل حدود جوف البطن. ينقسم جدار البطن إلى جزءٍ خلفي (الظهر)، وحشي أو جانبي (الجوانب)، وأمامي.

## وصلات خارجية
- درسٌ تشريحي حول skel&wallsabd مُعدٌ بواسطة ويسلي نورمان (جامعة جورجتاون).
- Abdominal+Wall في المكتبة الوطنية الأمريكية للطب نظام فهرسة المواضيع الطبية (MeSH).